# Ralf Sievers
Ralf Sievers, né le 30 octobre 1961 à Lunebourg, est un footballeur allemand devenu par la suite entraîneur. 
Il est champion du monde des moins de 20 ans en 1981 et médaillé olympique (bronze) avec la RFA en 1988.
Son frère, Jörg Sievers, a également été footballeur.

## Biographie
Ralf Sievers joue 6 matchs lors du mondial des moins de 20 ans qui se déroule en Australie, et un match lors du tournoi olympique organisé à Séoul.
Il joue 232 matchs en première division allemande, inscrivant 10 buts dans ce championnat. Il joue également 4 matchs en Coupe d'Europe des vainqueurs de coupe, pour 3 buts inscrits.

## Palmarès
- Vainqueur de la Coupe du monde des moins de 20 ans en 1981 avec l'équipe d'Allemagne
- Médaillé de bronze lors des Jeux olympiques d'été de 1988 avec l'équipe d'Allemagne
- Vainqueur de la Coupe d'Allemagne en 1988 avec l'Eintracht Francfort